# Valentino Degani
Valentino Degani (Badia Polesine, 14 febbraio 1905 – Bollate, 8 novembre 1974) è stato un allenatore di calcio e calciatore italiano, di ruolo portiere.

## Carriera
Crebbe calcisticamente nell'Inter, squadra con cui esordì nel Campionato Nazionale il 1º febbraio 1925 (Inter-Brescia 1-0). Legò il proprio nome a quello della socièta neroazzurra, con la quale giocò per oltre un decennio, con l'eccezione del campionato 1925-1926, passato in forza al Treviso.
Fu un portiere dalle grandi doti atletiche e dal notevole colpo d'occhio; per questo era soprannominato dai compagni Saltarello, ma per i tifosi interisti era Pantera. Capace di grandi parate, come di gravi errori, non gli mancava il coraggio: contro lo Sparta Praga in Coppa Europa, per fermare l'azione di un attaccante avversario, si ruppe un braccio.
Nel 1928, dal 23 luglio al 13 settembre, con il compagno di squadra Silvio Pietroboni, prestati dall'Internazionale, parteciparono alla tournée americana con il Brescia. Salpati dal porto di Genova sul transatlantico "Duilio", sbarcarono a New York dopo dieci giorni di tranquilla navigazione, la squadra disputò nove incontri, Valentino ne difese i pali in otto partite.
Nel 1929-30 risultò decisivo per la vittoria del terzo scudetto interista. Negli anni successivi fece da riserva prima a Carlo Ceresoli, poi a Giuseppe Peruchetti. Giocò la sua ultima partita in nerazzuro nel 1937, contro la Roma, in Coppa Italia.
Non giocò mai in Nazionale maggiore, ma fu schierato due volte con la selezione B, con la quale debuttò il 7 aprile 1929 nella vittoria in trasferta contro la Grecia per 4-1; fece parte della spedizione italiana alle Olimpiadi di Amsterdam del 1928, che si conclusero con la vittoria della medaglia di bronzo da parte degli azzurri.
Riposa nel cimitero maggiore di Milano.

## Palmarès

### Giocatore

#### Club
- Campionato italiano: 1

Ambrosiana: 1929-1930
- Serie C: 1

Fanfulla: 1937-1938

#### Nazionale
- Bronzo olimpico: 1

Amsterdam 1928